# WTA Vancouver
Das WTA Vancouver (offiziell: Odlum Brown Vancouver Women’s Open) war ein Frauen-WTA-Tennisturnier, welches in Vancouver, Kanada, ausgetragen wurde.
Nach nur einem Jahr im WTA-Kalender wechselte das Turnier zu ITF und United States Tennis Association (USTA).

## Siegerliste

### Einzel
| Jahr | Siegerin         | Finalgegnerin   | Ergebnis      |
| ---- | ---------------- | --------------- | ------------- |
| 2004 | Nicole Vaidišová | Laura Granville | 2:6, 6:4, 6:2 |

### Doppel
| Jahr | Siegerinnen                    | Finalgegnerinnen                | Ergebnis |
| ---- | ------------------------------ | ------------------------------- | -------- |
| 2004 | Bethanie Mattek Abigail Spears | Els Callens Anna-Lena Grönefeld | 6:3, 6:3 |